# Città di Gosnells
La città di Gosnells è una delle 29 Local Government Areas che si trovano nell'area metropolitana di Perth, in Australia Occidentale. Essa si estende su di una superficie di 128 chilometri quadrati ed ha una popolazione stimata in oltre 100.000 abitanti.